# Pierre de Fermat
Pierre de Fermat (17. kolovoza 1601. – 12. siječnja 1665.) bio je francuski matematičar i pravnik. Uz Descartesa najznačajniji matematičar 17. stoljeća.
Bio je sin trgovca kožom. Studirao je na fakultetima u Toulouseu, Orleansu i Bordeauxu i završio pravo. Još kao student pokazivao je neupitni talent za matematiku istaknuvši se 1629. svojom restauracijom Apolonijevog djela lat. Plane loci (u slobodnom prijevodu „Bitne točke u ravnini“). Bio je jedan od začetnika diferencijalnog računa sa svojom metodom pronalaženja najvećih i najmanjih ordinata krivulja, analognim tada još nepoznatom diferencijalnom računu. Možda su još značajnija njegova briljantna istraživanja u teoriji brojeva. Također su znatni njegovi doprinosi analitičkoj geometriji i vjerojatnosti.

## Život
Fermat je rođen u Beaumont-de-Lomagne, Tarn-et-Garonne, Francuska; u gospodarskoj zgradi iz kasnog 15. stoljeća koja je danas pretvorena u muzej. Bio je baskijskog podrijetla. Fermatov otac je bio bogat trgovac kožom i drugi konzul u Beaumont-de-Lomagne. Pierre je imao brata i dvije sestre i gotovo sigurno je odrastao u mjestu rođenja. Malo je dokaza o njegovom ranom školovanju, ali vjerojatno se školovao u samostanu lokalnih franjevaca.
Prije prelaska u Bordeaux u drugoj polovici 1620-ih godina, pohađao je Sveučilište u Toulouseu. U Bordeauxu je počeo s prvim ozbiljnijim matematičkim istraživanjima i 1629. godine je presliku svoje obnove djela Apolonija iz Perga dao lokalnom matematičaru. U Bordeauxu je zasigurno bio u kontaktu s Beaugrandom i tijekom tog razdoblja stvorio važno djelo o maksimumu i minimumu koje je predstavio Étiennee d'Espagnetu, koji je s njim dijelio interes za matematiku. Ondje je bio pod utjecajem djela slavnog matematičara Françoisa Viètea.
Fermat je iz Bordeauxa otišao u Orelans studirati pravo na sveučilištu. Prije toga dobio je diplomu iz civilnog prava, a 1631. godine je stekao naslov vijećnika na Visokom sudu u Toulouseu gdje je služio do kraja života. Zbog ugledne dužnosti koju je tada obnašao bilo mu je dozvoljeno da svoje ime Pierre Fermat promijeni u Pierre de Fermat. Tečno govoreći još i latinski, baskijski, klasični grčki, talijanski i španjolski jezik, Fermat je bio cijenjen zbog pisanja pjesama na nekoliko jezika, a žudno su se iščekivale njegove korekcije i poboljšanja prijevoda grčkih tekstova.
O svojim djelima je većinom komunicirao pismima sa svojim prijateljima, često s malo ili bez ikakvih dokaza svojih teorema. Time je zapravo zadržao status "amatera" iz područja matematike, no sve su ga više zapažali, što je i želio. To je naravno dovelo do osporavanja njegovih teorija od strane njegovih suvremenika kao što su Descartes i Wallis, no razvio je blisku suradnju s Blaiseom Pascalom.

## Djelo
Fermatovo djelo o analitičkoj geometriji širilo se u obliku rukopisa od 1636. godine i prije izdavanja Descartesova poznata djela La géométrie. Taj rukopis je 1679. godine postumno izdan u "Varia opera mathematica", kao "Ad Locos Planos et Solidos Isagoge", ("Uvod u središta ravnine i geometrijskih tijela").
U djelima "Methodus ad disquirendam maximam et minima" (Metode određivanja maksimuma i minimuma) i "De tangentibus linearum curvarum" (Tangente linearnih krivulja), Fermat je razradio metodu za određivanje maksimuma, minimuma i tangenti različitih krivulja što je bio ekvivalent diferencijalnom računu. U tim djelima, Fermat je pronašao tehniku za određivanje gravitacijskog središta različitih ravnina i geometrijskih tijela, što je vodilo do njegovih narednih djela o određivanju površine.
Fermat je bio prvi čovjek za kojeg se zna da je izračunao integrale općih kvadratnih funkcija. Koristeći genijalni trik, bio je u stanju reducirati jednadžbe na zbroj geometrijskih nizova. Dobivena formula bila je od pomoći Newtonu, a potom i Leibnizu koji su nezavisno jedan od drugoga razvili osnove infinitezimalnog računa.
U području teorije brojeva, Fermat je studirao Pellove jednadžbe, idealne brojeve i ono što će kasnije biti nazvano Fermatovi brojevi.

## Vrijednost njegova djela
Zajedno s Renéom Descartesom, Fermat je bio jedan od vodećih matematičara prve polovice 17. stoljeća. Prema Peteru L. Bernstainu, u svojoj knjizi "Against the Gods" ("Protiv bogova"), Fermat je bio matematičar iznimne snage. Bio je neovisan izumitelj analitičke geometrije, pridonio je ranom razvoju infinitezimalnog računa, radio na proračunu težine Zemlje te na lomu svjetlosti i optici. Na osnovi korespondencije koju je vodio s Pascalom, napravio je veliki doprinos teoriji vjerojatnosti. No najznačajnija dostignuća napravio je u teoriji brojeva.
Zahvaljujući Fermatovom radu na analizi, Isaac Newton je napisao da su njegove rane ideje na području infinitezimalnog računa došle direktno od "načina na koji je Fermat crtao tangente".

## Zanimljivost
U teoriji brojeva, tzv. posljednji Fermatov poučak tvrdi da ne postoje tri prirodna broja a, b i c koji bi zadovoljili jednadžbu an + bn = cn ako je n veći od 2. Ovaj teorem je prvi put iznio Pierre de Fermat 1637. godine, a zanimljivost je u tome da je na margini starog djela Aritmetika napisao tvrdnju kako ima dokaz ovog teorema, ali da zbog opsežnosti on ne stane na tu marginu. Posebno je zanimljivo to što vrsni matematičari gotovo stoljećima nisu našli matematički dokaz ovog teorema. Napori u traženju dokaza ovog teorema bili su od koristi i doveli su do nekih drugih važnih matematičkih otkrića, a konačno je 1995. godine dan matematički dokaz ovog teorema, no matematičkim metodama koje sigurno nisu bile poznate Fermatu u ono vrijeme.